# Jeffrey Dahmer
Jeffrey Lionel Dahmer, född 21 maj 1960 i West Allis i Wisconsin, död 28 november 1994 på Columbia Correctional Institution i Portage i Wisconsin, var en dömd amerikansk seriemördare, nekrofil och kannibal.
Trots att Dahmer diagnostiserats med borderline personlighetsstörning, schizotyp störning och psykotisk störning ansågs han i juridisk mening vara frisk vid rättegången som hölls i början av 1992. Den 15 februari 1992 dömdes han till 15 livstidsstraff och senare samma år till ett sextonde livstidsstraff för ytterligare ett mord, begånget 1978.
Dahmer blev den 28 november 1994 misshandlad till döds av medfången Christopher Scarver på Columbia Correctional Institution.

## Biografi

### Uppväxt och ungdomsåren
Jeffrey Dahmer, son till Lionel (1936–2023) och Joyce Dahmer (född Flint; 1936–2000), föddes år 1960 i West Allis, Wisconsin i USA. Dahmer var ett till synes normalt barn upp till cirka 10 års ålder då han blev alltmer inbunden och asocial. Som tonåring började han cykla omkring i närområdet för att leta efter döda djur som han kunde ta med sig hem och dissekera. Vid ett tillfälle blev han påkommen med att ha satt upp ett hundhuvud på en pinne.
Under tiden i high school hade han inga speciella intressen, men han var duktig på tennis och spelade även med i skolans band. Han beskrevs av skolkamrater och lärare som snäll, skötsam och intelligent, men även som ensam och udda. Han hade svårt att få nya vänner och blev ibland retad och slagen av andra elever på skolan.
Dahmer kom senare in på Ohio State University, men hoppade av efter en fjärdedel av tiden, som han till största delen tillbringat berusad på grund av ett allt större alkoholberoende.
År 1979 tvingade hans far Lionel istället in honom i armén. Han blev dock hemskickad efter två år och reste till Florida, eftersom han inte ville behöva möta sin far och ställas till svars för ytterligare ett misslyckande. I Miami Beach började han arbeta i en delikatessaffär. Lönen spenderade han till stor del på alkohol och när han inte längre kunde betala för det motellrum han bodde i vräktes han. Han reste hem till Ohio igen, där han genom sitt fortsatta drickande blev gripen för fylla och förargelseväckande beteende 1981.

### Boende hos farmor
Så småningom flyttade Dahmer hem till sin farmor i West Allis och där skulle han komma att tillbringa de kommande sex åren. En dag hittade farmodern i hans garderob en skyltdocka helt klädd i kvinnokläder, som han hade stulit från en butik. Senare fann man en magnumrevolver liggande gömd under hans säng, och så småningom spreds även en lukt från källaren. När fadern började undra hade Dahmer försökt bortförklara det hela med att han dissekerat en ekorre som han sedan försökt lösa upp med kemikalier.
Under samma tidsperiod (1982-1986) blev han gripen och dömd för blottning i två fall; i det senare då han onanerat inför två pojkar.
1985 anställdes Dahmer vid Ambrosia Chocolate Factory i Milwaukee, där han arbetade nattskift sex dagar i veckan.
Sommaren 1988 bad farmodern slutligen sin sonson att flytta ut då hon inte längre stod ut med hans drickande och märkliga vanor. Dagen efter att han flyttat in i sin nya lägenhet ertappades han med att sexuellt ofreda en 13-årig pojke vid namn Somsack Sinthasomphone. Dahmer fälldes i rätten och dömdes till fem års övervakning och ett år i arbetsläger vilket han tilläts lämna två månader i förtid.
I maj 1990, flyttade han in i en ny lägenhet vid 924 North 25th Street i centrala Milwaukee varifrån han strax inledde en bana med en serie av mord som inte upphörde förrän han slutligen upptäcktes i juli 1991.

### Hicks och Sinthasomphone
Dahmer kom ofta i kontakt med sina offer på olika gaybarer. Offrens åldrar varierar från allt mellan 14 och 36 år, och han mördade dem först efter att han haft sex med dem.
Det första mordet man känner till ägde rum 1978, endast tre veckor efter att han tagit sin studentexamen, då han plockade upp en 19-årig liftare vid namn Steven Hicks som han sedan tog med till sin fars hus. Huset var tomt vid tillfället då fadern var bortrest, och när Hicks senare ville lämna huset slog Dahmer honom medvetslös med en skivstång. Medan han var avsvimmad ströp Dahmer sitt offer till döds innan han klädde av honom och masturberade över liket. Dagen efter styckade han kroppen, lindade in kroppsdelarna i plast och grävde ned dem i en skogsdunge bakom huset.
Under de kommande åren avhöll sig Dahmer från att begå fler mord. En kort tid efter att han blivit hemskickad från armén 1981 återvände han dock hem och grävde upp Hicks kvarlevor. Han separerade därpå köttet från skelettet, löste upp det med hjälp av kemikalier och spolade sedan ned det i toaletten. Efteråt slog han skelettdelarna i småbitar med hjälp av en slägga och spred dem i skogen.
Det var inte förrän i november 1987 som Dahmer skulle begå ett mord igen.
Det mord som senare skulle få störst uppmärksamhet i media var det på den 14-årige Konerak Sinthasomphone, yngre bror till Somsack Sinthasomphone vilken Dahmer tidigare dömts för att ha ofredat. Pojken hade i maj 1991 påträffats vandrande naken, blödande från ändtarmen, under kraftig påverkan av droger. Två kvinnor hade då slagit larm varvid polisen anlänt till platsen samtidigt som en desperat Dahmer, som hade jagat ifatt sitt offer, försökte slita pojken med sig, menande att Sinthasomphone var hans 19-årige pojkvän och att de två hade bråkat och druckit alkohol. Trots att de två kvinnorna opponerat sig hade polismännen följt med Dahmer hem och där lämnat över pojken till honom. De hade känt en märklig lukt i lägenheten men inte företagit någon fortsatt undersökning. Inte heller Dahmers eventuella medverkan i brottsregistret undersöktes; något som hade visat att han fortfarande stod under övervakning för sexuellt ofredande av barn. Senare samma kväll dödade Dahmer pojken och styckade delar av hans kropp. Han behöll huvudet.

### Brotten avslöjas
När polisen den 22 juli 1991 företog en razzia i Dahmers lägenhet (lgh 213 i Oxford Apartments) i Milwaukee efter ett tips från ett offer, Tracy Edwards, som kommit undan med några skärsår, fann man tre lemlästade kroppar utan armar, huvud och ben som höll på att lösas upp i 300 liter syra i Dahmers sovrum. Man fann även fyra avhuggna huvuden i ett kylskåp, sju kranier, skelettdelar i hans garderob, en penis i en hummertina och en slaktkniv. Polisen hittade ingen mat i hans kylskåp, endast kryddor och mänskliga kroppsdelar.
Eftersom dödsstraffet var avskaffat i delstaten Wisconsin, dömdes Dahmer till 15 gånger livstids fängelse (totalt 957 år) för sina brott. Senare dömdes han även till ytterligare en livstidsdom i Ohio för sitt första mord.

### Död
Den 28 november 1994 blev Dahmer svårt misshandlad av medfången, och tillika morddömde, Christopher Scarver när han städade fängelsets gym. Dahmer avled senare av sina skador när han var på väg till sjukhuset.
Jeffrey Dahmers kropp kremerades och askan delades mellan föräldrarna.

## Mordoffer
1. Steven Mark Hicks, 18 år – 18 juni 1978
2. Steven Tuomi, 25 år – 20 november 1987
3. James "Jamie" Doxtator, 14 år – 16 januari 1988
4. Richard Guerrero, 22 år – 24 mars 1988
5. Anthony Lee Sears, 26 år – 25 mars 1989
6. Raymond Smith (alias Ricky Beeks), 32år – 20 maj 1990
7. Edward Warren Smith, 27år – 14 juni 1990
8. Ernest Marquez Miller, 22 år – 2 september 1990
9. David Courtney Thomas, 23 år – 24 september 1990
10. Curtis Durrell Straughter, 17 år – 18 februari 1991
11. Errol Lindsey, 19 år – 7 april 1991
12. Tony Anthony Hughes, 31år – maj 1991
13. Konerak Sinthasomphone, 14 år – 27 maj 1991
14. Matt Cleveland Turner, 20 år – 30 juni 1991
15. Jeremiah Benjamin Weinberge , 23 år – 5 juli 1991
16. Oliver Joseph Lacy, 24 år – 15 juli 1991
17. Joseph Arthur Bradehoft, 25 år – 19 juli 1991

## Överlevande
1. Tracy Edwards, 32 år – 22 juli 1991

## Populärkultur

### Filmatiseringar
- Jeffrey Dahmer: The Secret Life från 1993 med Carl Crew som Dahmer.
- Dahmer från 2002 med Jeremy Renner som Dahmer.
- Raising Jeffrey Dahmer från 2006 med Rusty Sneary som Dahmer.
- The Jeffrey Dahmer Files, en dokumentärfilm från 2012.
- My Friend Dahmer, en dramadokumentär från 2017.
- Dahmer – Monster: The Jeffrey Dahmer Story, biografisk TV-serie från 2022, Netflix

### Musik
- Slayers album Divine Intervention från 1994 innehåller låten "213", som syftar på Dahmers lägenhetsnummer i Oxford Apartments vid 924 North 25th Street i centrala Milwaukee.[31][32] En av textraderna lyder: "Complete control of a prized possession, To touch and fondle with no objection".
- Macabres album Dahmer från 2000 innehåller låtar som utgör en biografi över Dahmer.
- Soulflys album Omen från 2010 innehåller låten "Jeffrey Dahmer".